# STS-105
STS-105は、スペースシャトルディスカバリーによる国際宇宙ステーションへの飛行である。2001年8月10日にフロリダ州のケネディ宇宙センターから打上げられた。2003年2月にコロンビア号空中分解事故が起こったため、ディスカバリーのこの次の飛行は2005年7月のSTS-114となった。この期間に行われた改修で、ディスカバリーのフライトデッキは、アトランティスのようなグラスコックピットとなった。

## 乗組員
- スコット・ホロウィッツ (4), 船長
- フレドリック・スターカウ (3), 操縦士
- ダニエル・バリー（英語版） (3), ミッションスペシャリスト
- パトリック・フォレスター（英語版） (1), ミッションスペシャリスト

### 第3次長期滞在乗組員
- フランク・カルバートソン（英語版） (3), ISS船長
- ミハイル・チューリン (1), ISSフライトエンジニア(RKA)
- ウラジーミル・デジュロフ (2), ソユーズ船長(RKA)

### 第2次長期滞在乗組員
- ユーリー・ウサチェフ (3) ISS船長(RKA)
- ジェームズ・ヴォス（英語版） (1), ISSフライトエンジニア
- スーザン・J・ヘルムズ (2), ISSサイエンスオフィサー

かっこ内の数字は、今回を含めたフライト経験数。

## ミッションパラメータ
- 質量
  - 打上げ時:116,914 kg
  - 帰還時:100,824 kg
  - ペイロード:9,072 kg
- 近点:373 km
- 遠点:402 km
- 軌道傾斜角:51.6°
- 軌道周期:92.3分

### 宇宙遊泳
- 1回目
  - 人物:バリーとフォレスター
  - 開始:2001年8月16日13時58分(UTC)
  - 終了:2001年8月16日20時14分(UTC)
  - 時間:6時間16分
- 2回目
  - 人物:バリーとフォレスター
  - 開始:2001年8月18日13時42分(UTC)
  - 終了:2001年8月18日19時11分(UTC)
  - 時間:5時間29分

## ミッションハイライト
STS-105の主目的は、ISSの乗組員の交代とイタリアの建造した多目的補給モジュール（レオナルド）の2度目の飛行による物資の補給だった。また2度の宇宙遊泳が行われ、科学実験が行われた。レオナルドはISSに留まり、追加の実験場所となった。長さ6.4m、幅4.6m、重さ4082kgであり、ラファエロという名前の同形のモジュールはSTS-100とSTS-108の2度用いられた。
レオナルドには6つの補給貯蔵ラック、4つの補給貯蔵プラットフォーム、デスティニーに置かれる予定の2つの新しい科学装置ラック（EXPRESSラック4と5）が積み込まれた。EXPRESSはExpedite the Processing of Experiments to the Space Stationの略であり、これによって今後の新たな科学実験が可能となる。EXPRESSラック4は533kg、EXPRESSラック5は554kgであり、空の状態のEXPRESSラックは356kgである。EXPRESSラック1と2Aは、2001年4月にSTS-100/6Aでラファエロにより運ばれた。EXPRESSラック3は2002年のSTS-111で運ばれた。
補給貯蔵ラックと補給貯蔵プラットフォームは、Cargo Transfer Bagsに入れて運ばれた。6つの補給貯蔵ラックには約1,451kgの荷物が入れられ、4つの補給貯蔵プラットフォームには約544kgの荷物が積まれた。レオナルドに乗せられたカーゴ、ラック、プラットフォームの合計の重量は、4,990kgを超えた。カーゴの合計の重量は、約3,073kgであった。
他に積まれたペイロードは、材料曝露実験装置である。このプロジェクトは、アメリカ航空宇宙局とラングレー研究所が共同で運用するもので、その目的は将来の宇宙船の開発のために、低コストで時間がかからず簡便な宇宙での暴露実験法を確立することである。ジョンソン宇宙センター、マーシャル宇宙飛行センター、グレン研究センター、空軍研究所の材料学研究室、ボーイング社のファントムワークスもこのプロジェクトに参画している。材料曝露実験装置は、初めてISSの外壁に取り付けられた実験装置で、1999年のシャトル・ミール計画の実施時にミールでの長期滞在用に開発され、STS-76で運ばれた4つのPassive Experiment Containersの中で行われる。前回は、STS-76でミールに運ばれ、18ヶ月間宇宙空間に曝露した後、STS-86で回収された。Passive Experiment Containersはスーツケースのような外見で、スペースシャトルから宇宙基地に試験体を運ぶために用いられる。宇宙基地に着いて開けられると、その後は宇宙空間に曝露するためのラックとして用いられる。
またその他のペイロードとしては、ゴダード宇宙飛行センターのワロップス飛行施設で行われるシャトル・スモール・ペイロード・プロジェクトの一部である、Hitchhiker payload Simplesat、The Cell Growth in Microgravity GAS Canister (G-708)、Microgravity Smoldering Combustion experiment (MSC)、Hitchiker Experiment Advancing Technology Space Experiment Module-10 payload等の機器がある。

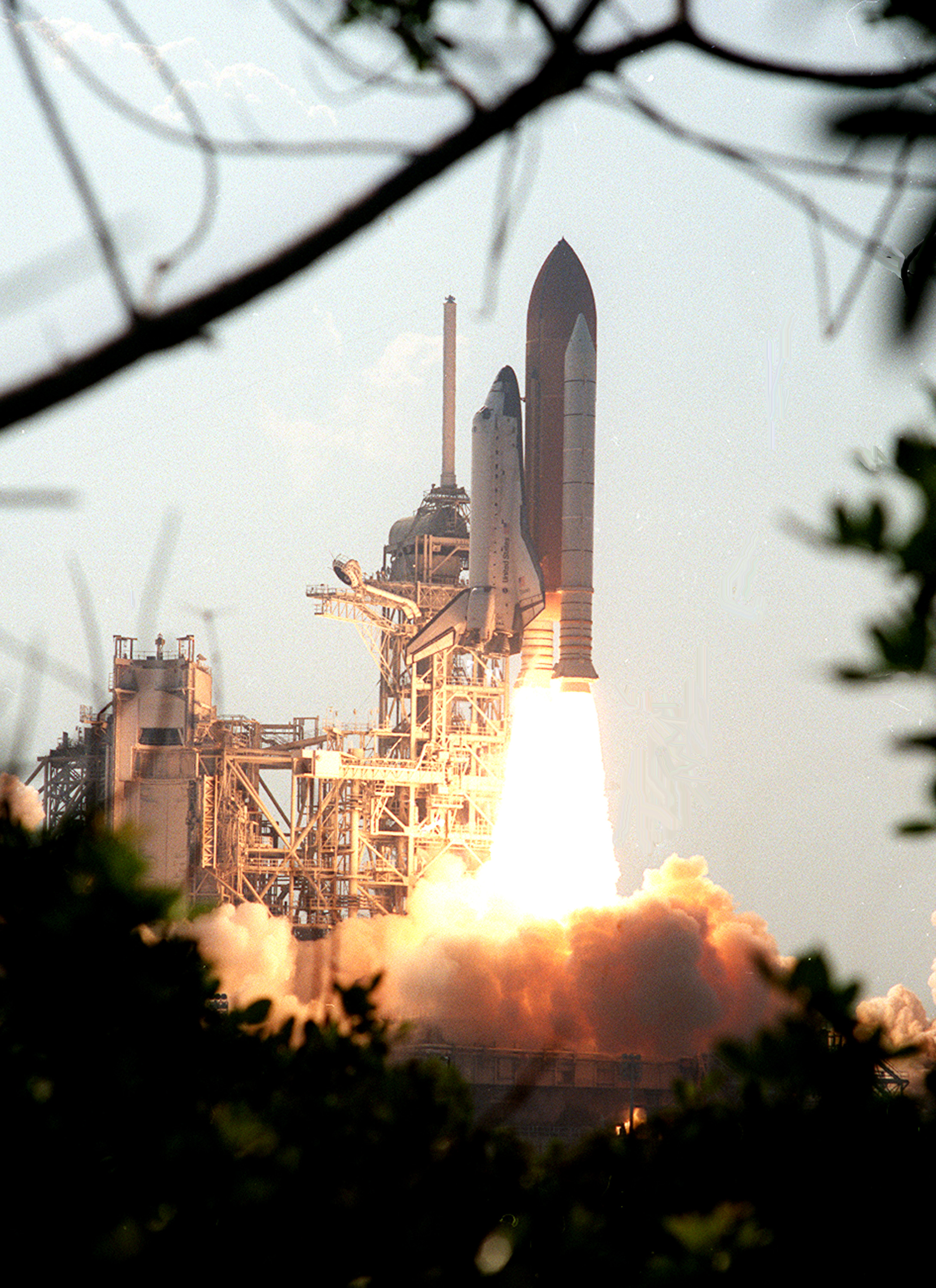
ケネディ宇宙センターからの打上げ
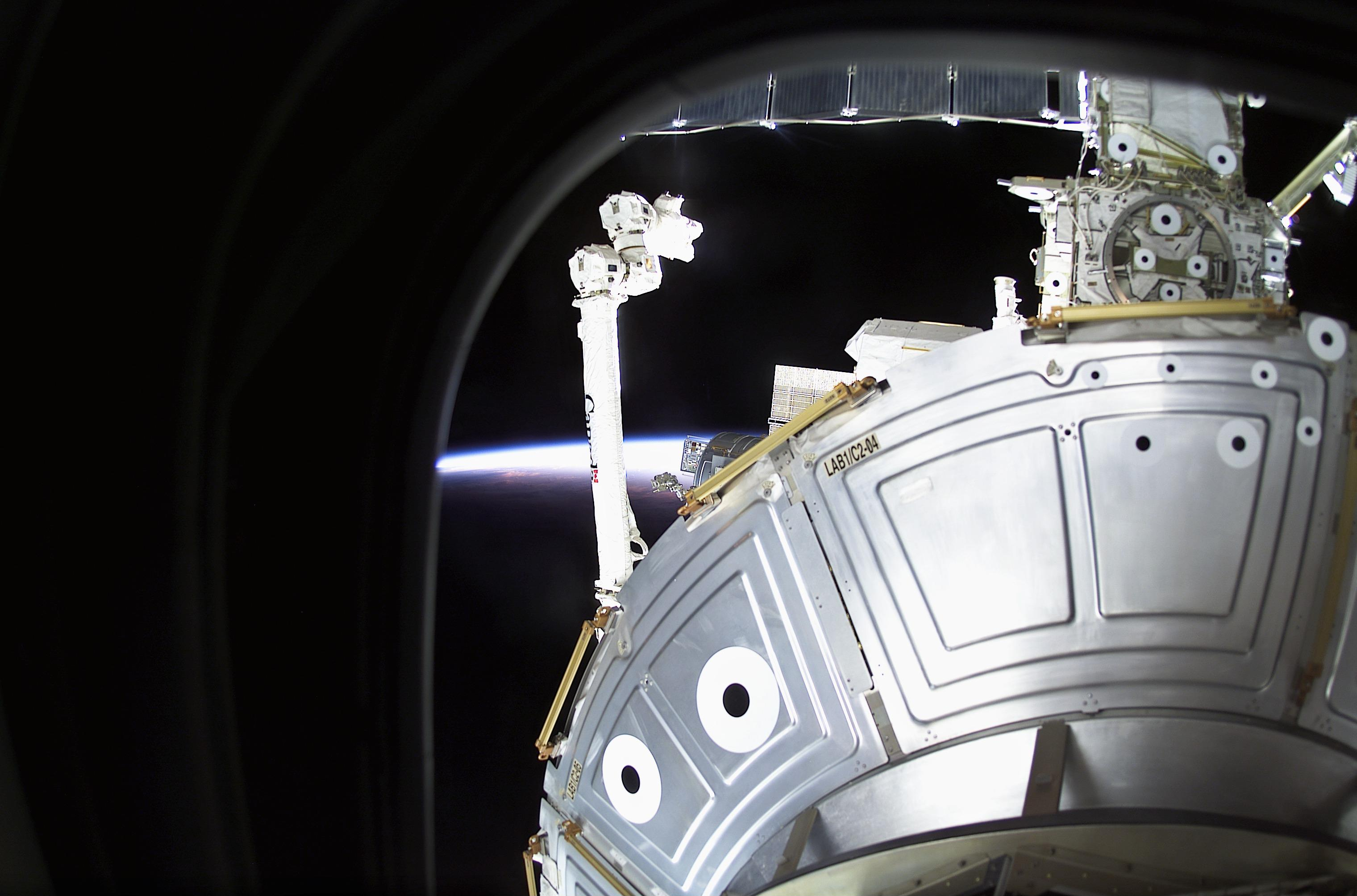
乗組員によって操作されるカナダアーム2
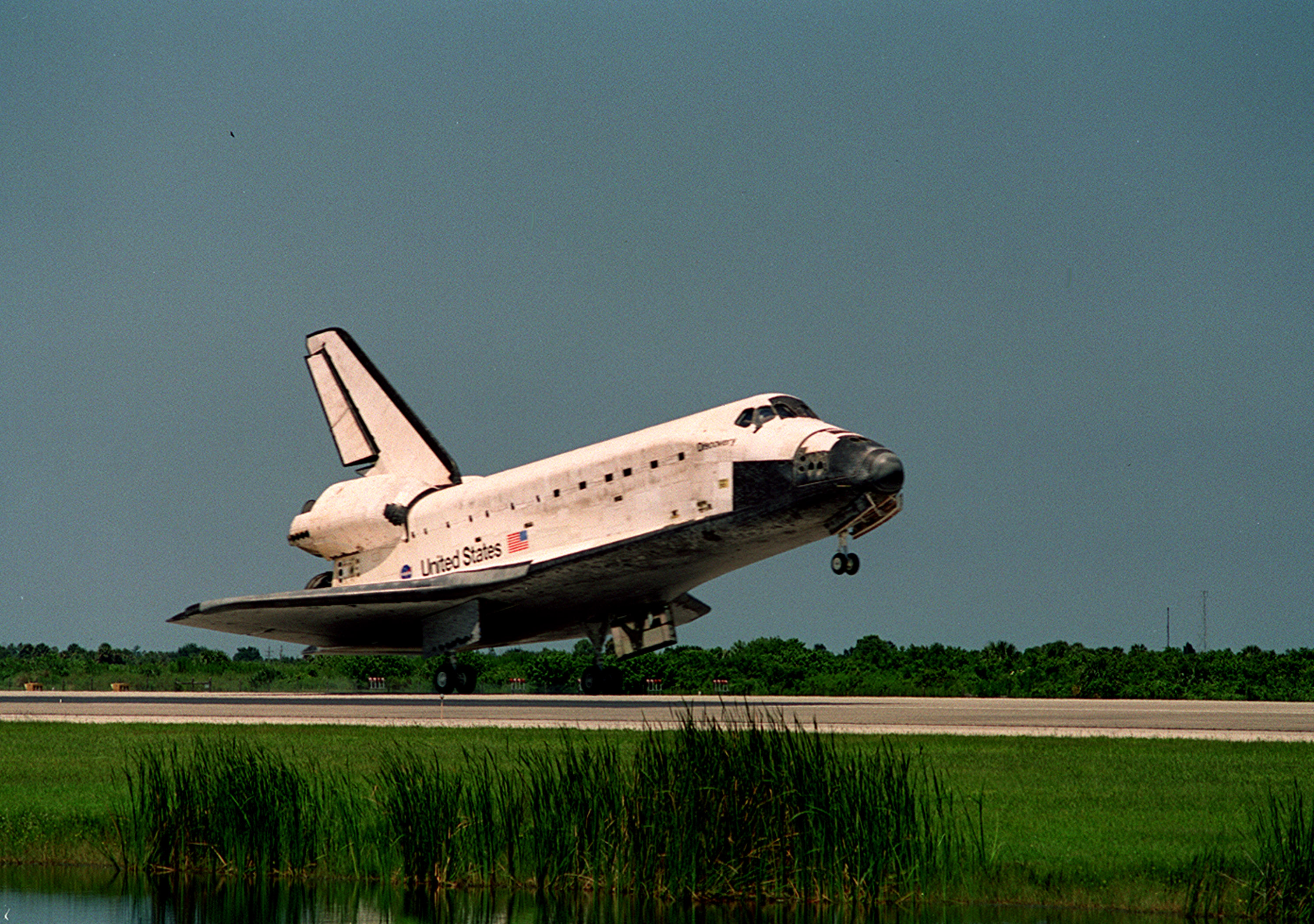
NASAシャトル着陸施設に着陸するSTS-105

### 打上げ
| 回数 | 予定                      | 結果 | ターンアラウンド | 理由 | 出典  |
| ---- | ------------------------- | ---- | ---------------- | ---- | ----- |
| 1    | 2001年8月9日17時37分46秒  | 延期 | -                | 天気 | [ 1 ] |
| 2    | 2001年8月10日17時10分14秒 | 成功 | 23時間32分       | -    | [ 2 ] |

## 起床コール
NASAの有人飛行では、ジェミニ計画以来、乗組員は宇宙での一日の始まりに特別な音楽を流すことになっている。それぞれの音楽は家族等により特別に選ばれたもので、乗組員各自にとって特別な意味を持つか、日常の業務に適したものである。
| 日     | 曲                                    | 歌手/作曲家              | リンク             |
| ------ | ------------------------------------- | ------------------------ | ------------------ |
| Day 2  | Back in the Saddle Again              | ジーン・オートリー       | WAV MP3 TRANSCRIPT |
| Day 3  | The White Eagle                       | 伝統的なロシアの民族音楽 | WAV MP3 TRANSCRIPT |
| Day 4  | Overture from The Barber of Seville   | ジョアキーノ・ロッシーニ | WAV MP3 TRANSCRIPT |
| Day 5  | Arthur's Theme (Best That You Can Do) | クリストファー・クロス   | WAV MP3 TRANSCRIPT |
| Day 6  | Big Boy Toys                          | アーロン・ティッピン     | WAV MP3 TRANSCRIPT |
| Day 7  | The Marvelous Toy                     | トム・パクストン         | WAV MP3 TRANSCRIPT |
| Day 8  | Time Bomb                             | Patrick and Andrew       | WAV MP3 TRANSCRIPT |
| Day 9  | ホテル・カリフォルニア                | イーグルス               | WAV MP3 TRANSCRIPT |
| Day 10 | Under the Boardwalk                   | ドリフターズ             | WAV MP3 TRANSCRIPT |
| Day 11 | Brand New Day                         | スティング               | WAV MP3 TRANSCRIPT |
| Day 12 | East Bound and Down                   | ジェリー・リード         | WAV MP3 TRANSCRIPT |
| Day 13 | Again                                 | レニー・クラヴィッツ     | WAV MP3 TRANSCRIPT |

## メディア
- STS-105の打上げ（3分7秒）
- STS-105の着陸（2分57秒）